# Медова
Медо́ва — село в Україні, у Козівській селищній громаді Тернопільського району Тернопільської області. Розташоване на річці Стрипа, на заході району. До 2020 адміністративно було підпорядковане Будилівській сільраді. 
Населення — 372 особи (2001).

## Історія
1950 до Медової приєднано с. Каплинці.
12 червня 2020 року, відповідно до розпорядження Кабінету Міністрів України № 724-р «Про визначення адміністративних центрів та затвердження територій територіальних громад Тернопільської області» увійшло до складу Козівської селищної громади.
19 липня 2020 року, в результаті адміністративно-територіальної реформи та ліквідації Козівського району, село увійшло до складу Тернопільського району.

## Населення
Населення села в минулому:
| Рік  | Число осіб | Українців греко-католиків | Поляків та римо-католиків | Євреїв |
| ---- | ---------- | ------------------------- | ------------------------- | ------ |
| 1900 | 440        | 394                       | 25                        | 21     |
| 1939 | ▲ 570      | ▲ 540                     | ▼ 20                      | ▼ 10   |

Місцева говірка належить до наддністрянського говору південно-західного наріччя української мови.

## Релігія
Є церква Покрови Пресвятої Богородиці (кам'яна, УГКЦ), 2 каплички.
7 липня 2015 на свято Різдва Предтечі і Хрестителя Господнього Йоана освячено відновлену капличку на честь Покрови Пресвятої Богородиці, яку освятили декан Козлівський Роман Гук, адміністратор місцевого храму о. Андрій Гураль, о. Євген Зарудний та о. Василь Баглей.

## Пам'ятки
Встановлено пам'ятний хрест на честь скасування панщини.

## Соціальна сфера
Діють ЗОШ 1-2 ступенів, клуб, бібліотека, ФАП.

## Відомі люди
- Олег Радомський  — український архітектор.

## Галерея

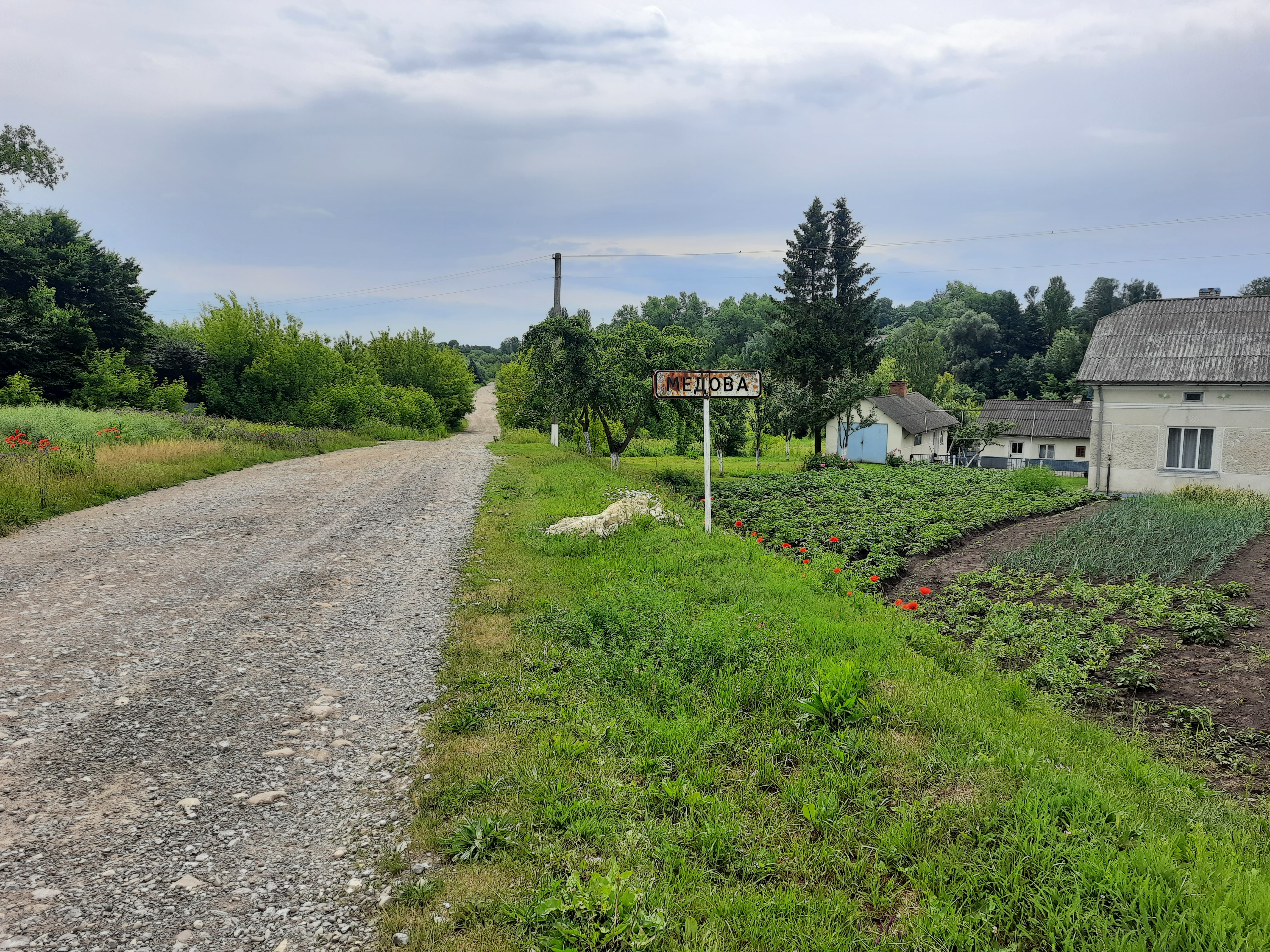
Дорожній знак при в'їзді в село
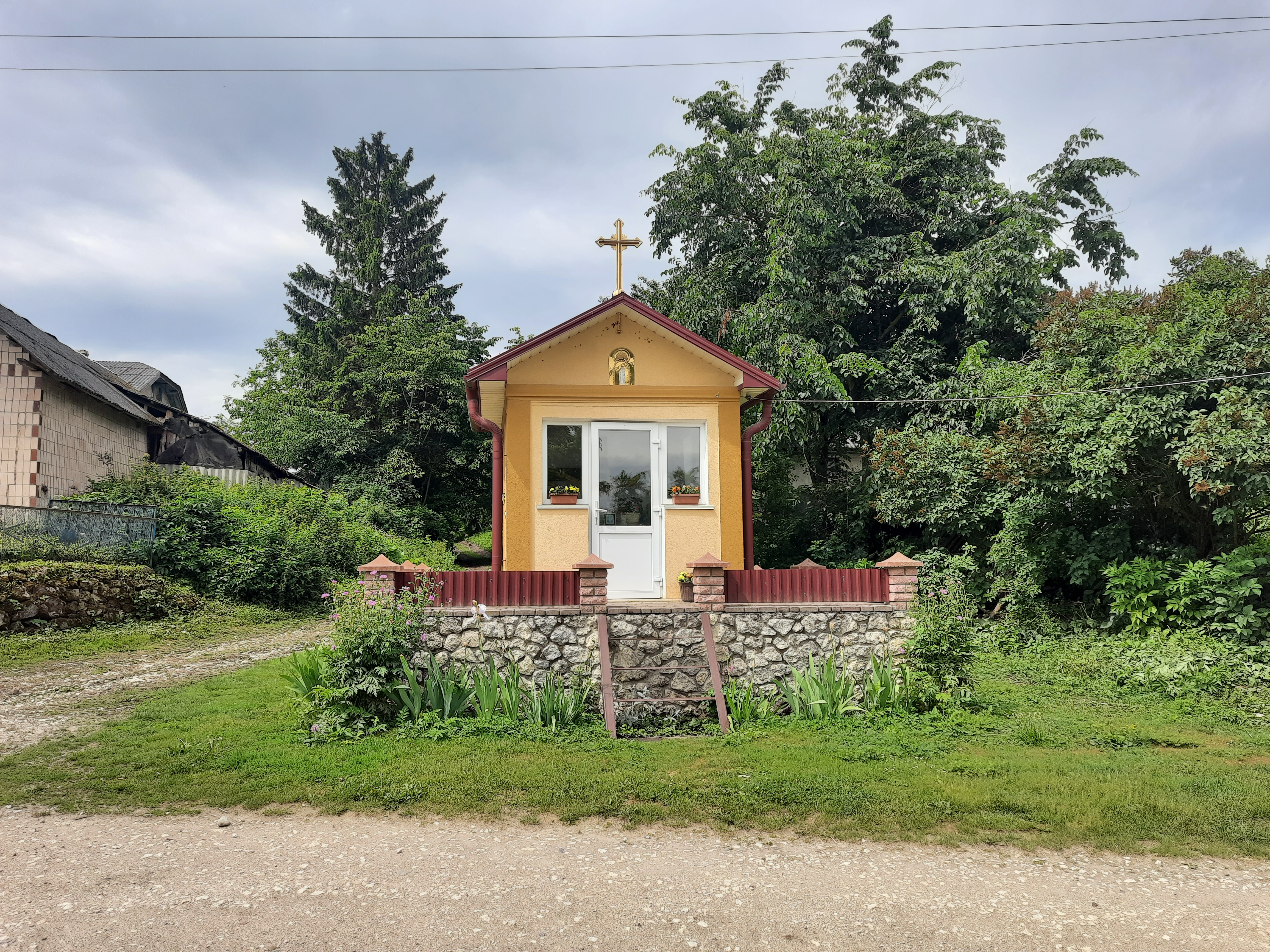
Капличка
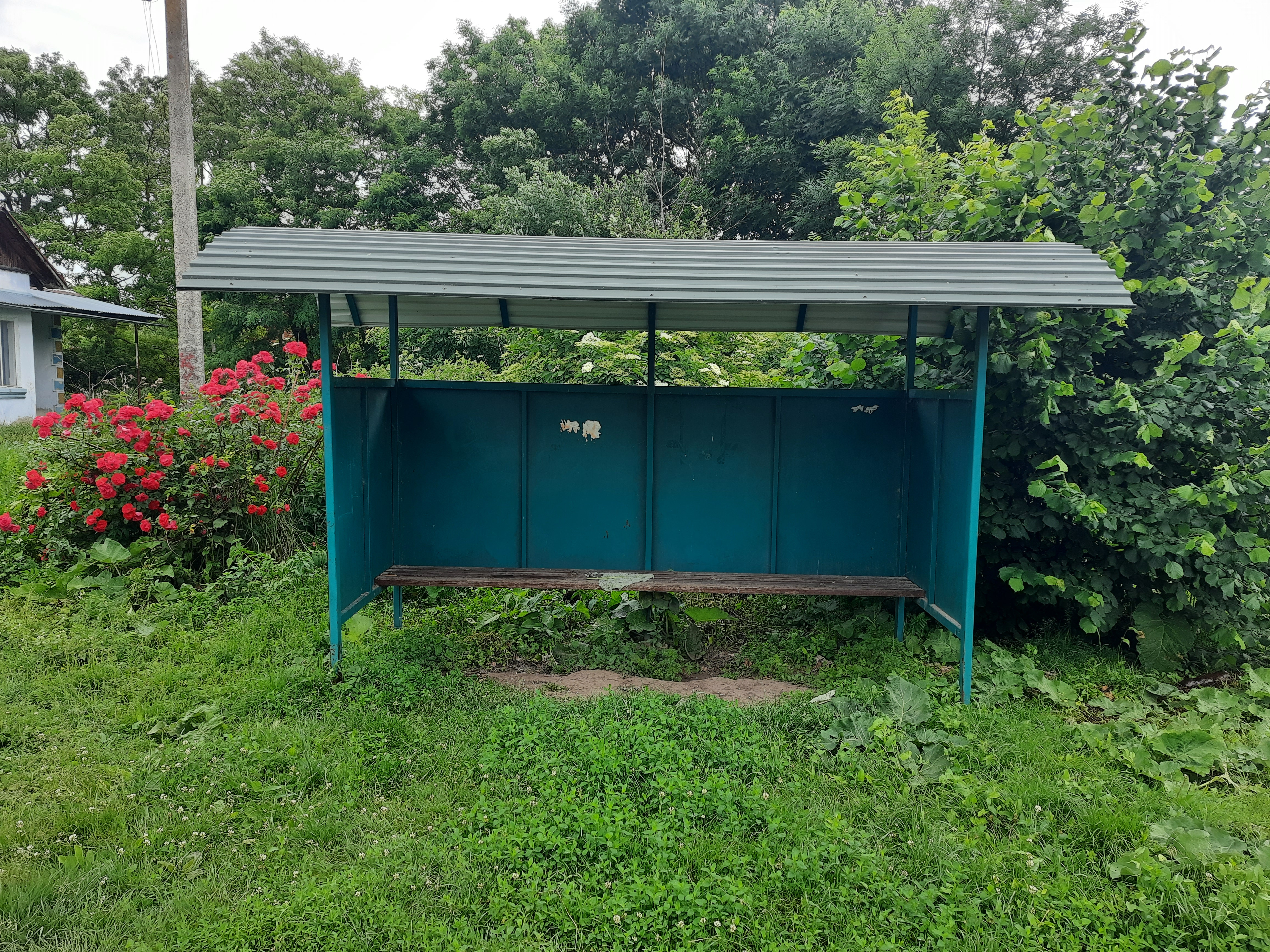
Автобусна зупинка
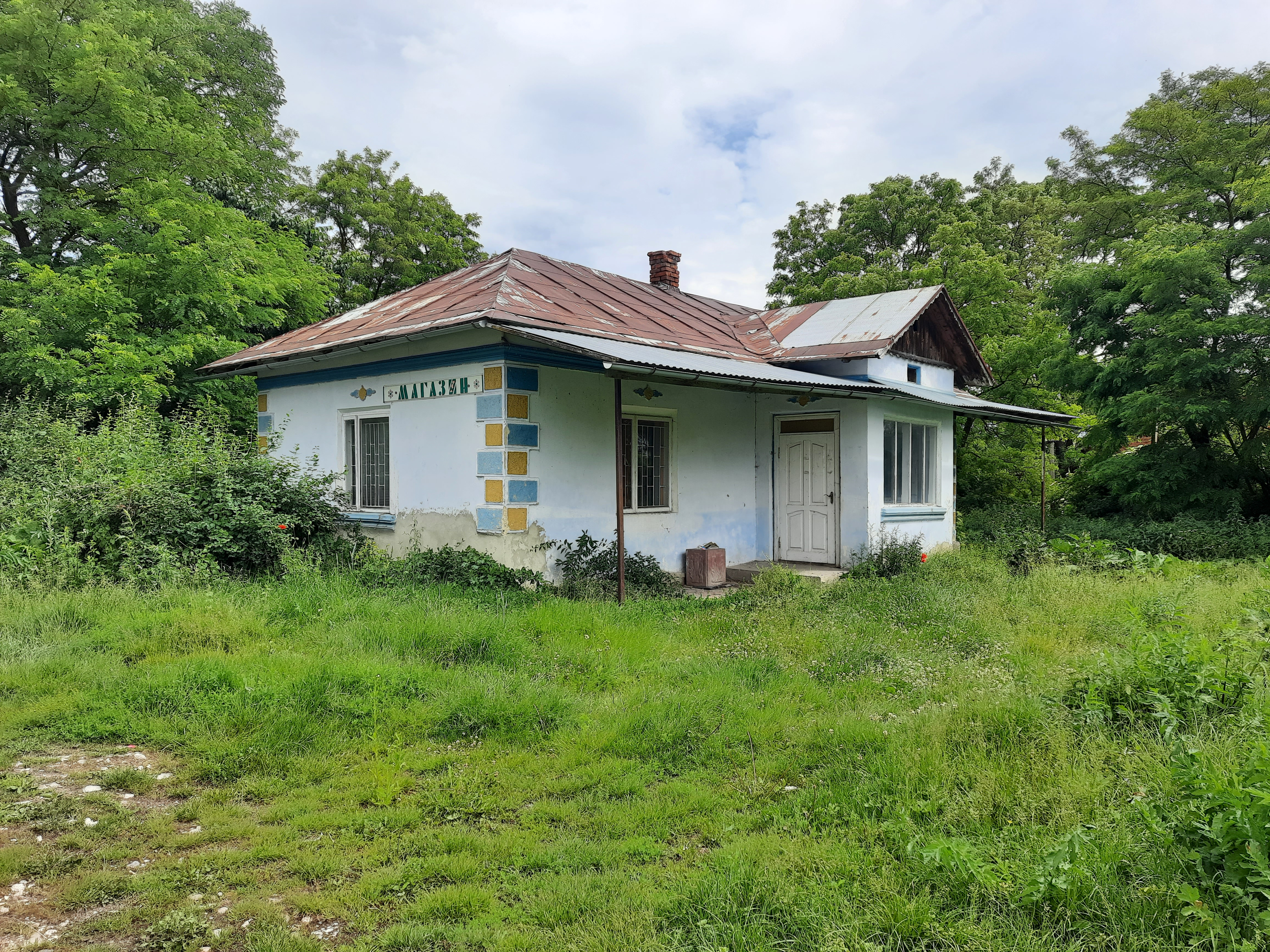
Крамниця
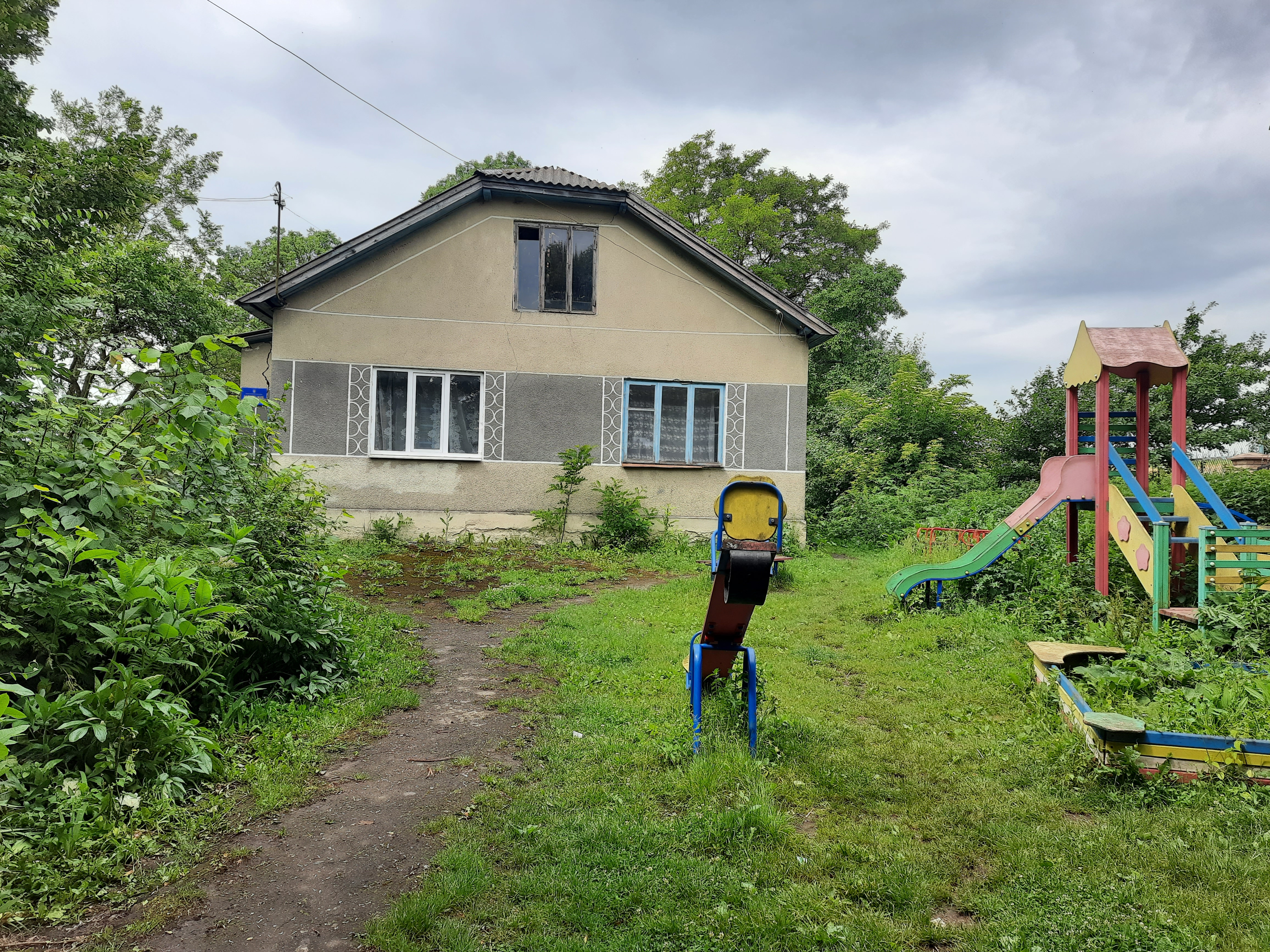
Дитячий садок